# Dalarö Hotel Bellevue
Dalarö Hotel Bellevue är ett hotell i Dalarö i Haninge kommun i södra Storstockholm. Byggnaden uppfördes ursprungligen som fritidshus åt byggmästaren Alf Wallander 1884-86 i holländsk renässansstil. Sedan 1899 har huset används omväxlande som hotell och rekreationshem.

## Historia
Byggnaden uppfördes av byggmästaren och konstmecenaten Alf Wallander som fritidshus för egen räkning. Under Wallanders tid bjöds en rad konstnärer och kulturpersonligheter in, bland annat August Strindberg, Anders Zorn och Bruno Liljefors. Efter Wallanders död 1891 övertogs huset av Arne Hjort, ägare till Bahco. Hjort fortsatte Wallanders tradition att bjuda in konstnärer fram till sin död 1899. Efter Hjorts död 1899 köptes byggnaden av det dåvarande Dalarö hotell och fungerade som annex fram till då hotellets huvudbyggnad vid Dalarö brygga brann ned 1919. Efter det blev byggnaden ett självständigt hotell och fick namnet Dalarö Hotel Bellevue.
Efter Kreugerkraschen såldes hotellet till S:t Lukasstiftelsen som använde byggnaden som rekrationshem för sin medlemmar. Under 1950-talet lät stiftelsen genomföra en modernisering av fastigheten, bland annat sänktes taken i rummen och de 22 kakelugnarna togs bort och dumpades i Jungfrufjärden. Stiftelsen såldes huset 1981 till privata ägare som återupptog hotellverksamheten under namnet Dalarö hotell. En omfattande renovering genomfördes med start 2001 och efter renoveringen återtogs det gamla namnet Dalarö Hotel Bellevue.